# Jorge Artigas
Jorge Ricardo Artigas Carrica (Buenos Aires, 16 de diciembre de 1975) es un futbolista uruguayo retirado nacido en Argentina. Jugaba de mediocampista.
Nació en la capital argentina, pero fue inscrito en el consulado uruguayo por ser hijo de padres uruguayos y se mudó muy niño al barrio del Cerro en Montevideo. A los 14 años un compañero de equipo lo apodó "Teño" por su lugar de nacimiento (a las personas nacidas en la ciudad de Buenos Aires se les llama porteños/as).

## Trayectoria
Jugó la Copa Libertadores 2003 con Universitario donde anotó 2 goles y en el torneo local 7 goles. Ese mismo año, se coronaría campeón del fútbol colombiano con Deportes Tolima, quedando en la historia de este club anotando el último penal para darle por primera vez el título de la liga de este país. 
En el 2009 cumple una campaña aceptable con el Inti Gas club recién ascendido.
Descendió con Central Español

## Clubes

### Como jugador
| Club                      | País                   | Año         |
| ------------------------- | ---------------------- | ----------- |
| C. A. Cerro               | Uruguay                | 1995 - 2002 |
| Universitario de Deportes | Perú                   | 2003        |
| C. D. Tolima              | Colombia               | 2003 - 2004 |
| Danubio F. C.             | Uruguay                | 2004 - 2005 |
| C. F. Tijuana             | México                 | 2005        |
| Botafogo F. R.            | Brasil                 | 2006        |
| Avaí F. C.                | Brasil                 | 2006        |
| C. A. Cerro               | Uruguay                | 2007        |
| Al-Ahli F. C.             | Emiratos Árabes Unidos | 2008        |
| C. D. Inti Gas            | Perú                   | 2009 - 2010 |
| C. S. A. América de Cali  | Colombia               | 2011        |
| Central Español F. C.     | Uruguay                | 2013 - 2014 |
| Huracán F. C.             | Uruguay                | 2014        |
| Central Español F. C.     | Uruguay                | 2015        |

### Como entrenador
| Club                  | País     | Año         |
| --------------------- | -------- | ----------- |
| Central Español F. C. | Uruguay  | 2015 - 2017 |
| Cúcuta D. F. C.       | Colombia | 2020        |
| C. D. Pereira         | Colombia | 2021        |

## Estadísticas como entrenador
| Equipo            | Desde                 | Hasta                   | Partidos | Partidos | Partidos | Partidos |
| PJ                | PG                    | PE                      | PP       |          |          |          |
| ----------------- | --------------------- | ----------------------- | -------- | -------- | -------- | -------- |
| Cúcuta D. F. C.   | 17 de febrero de 2020 | 13 de noviembre de 2020 | 13       | 5        | 1        | 7        |
| C. D. Pereira     | 1 de enero de 2021    | 28 de febrero de 2021   | 9        | 0        | 3        | 6        |
| Consolidado Total | Consolidado Total     | Consolidado Total       | 22       | 5        | 4        | 13       |

## Palmarés

### Campeonatos estatales
| Título             | Club           | País   | Año  |
| ------------------ | -------------- | ------ | ---- |
| Taça Guanabara     | Botafogo F. R. | Brasil | 2006 |
| Campeonato Carioca | Botafogo F. R. | Brasil | 2006 |

### Campeonatos nacionales
| Título              | Club          | País                   | Año  |
| ------------------- | ------------- | ---------------------- | ---- |
| Torneo Finalización | C. D. Tolima  | Colombia               | 2003 |
| Primera División    | Danubio F. C. | Uruguay                | 2004 |
| Copa Presidente     | Al-Ahli F. C. | Emiratos Árabes Unidos | 2008 |

### Otros trofeos
| Título     | Club                     | País     | Año  |
| ---------- | ------------------------ | -------- | ---- |
| Copa Cafam | C. S. A. América de Cali | Colombia | 2011 |